# Discografia di Ilaria Porceddu
Questa pagina contiene la discografia solista, italiana di Ilaria Porceddu. In questa pagina viene elencata a fondo la discografia della cantante sarda.
Nel 2008 dopo la partecipazione alla prima serie del talent show X Factor, la cantante pubblica il suo primo album d'esordio dal titolo Suono naturale, che raggiungerà la posizione 45 nella classifica FIMI Album. Nel 2013 Ilaria verrà ammessa nella categoria giovani al Festival di Sanremo 2013 con il brano In equilibrio e il 14 Febbraio 2013 viene pubblicato l'album In equilibrio.

## Album in studio
| Anno                                                                          | Titolo | Classifiche |
| Anno                                                                          | Titolo | ITA         |
| ----------------------------------------------------------------------------- | --- | ----------- |
| 2008                                                                          | Suono naturale - Pubblicato: 27 giugno 2008 - Etichetta: Sony Music - Formati: CD, Download digitale       | 45          |
| 2013                                                                          | In equilibrio - Pubblicato: 14 febbraio 2013 - Etichetta: D'altro Canto - Formati: CD, download digitale   | 48          |
| 2017                                                                          | Di questo parlo io - Pubblicato: 7 aprile 2017 - Etichetta: Linea Due SRL - Formati: CD, download digitale | —           |
| "—" indica una pubblicazione non classificata o non pubblicata in quel paese. | |             |

## Singoli
| Anno                                                                          | Titolo          | Classifiche | Album di provenienza |
| Anno                                                                          | Titolo          | ITA         | Album di provenienza |
| ----------------------------------------------------------------------------- | --------------- | ----------- | -------------------- |
| 2008                                                                          | Suono naturale  | —           | Suono naturale       |
| 2009                                                                          | Stella che cadi | —           | Suono naturale       |
| 2012                                                                          | Libera          | —           | In equilibrio        |
| 2013                                                                          | In equilibrio   | 49          | In equilibrio        |
| 2013                                                                          | Movidindi       | —           | In equilibrio        |
| 2014                                                                          | Mai mai         | —           | In equilibrio        |
| 2017                                                                          | Sette cose      | —           | Di questo parlo io   |
| "—" indica una pubblicazione non classificata o non pubblicata in quel paese. |                 |             |                      |

## Altri brani entrati in classifica
| Anno | Titolo | Classifiche | Album di provenienza |
| Anno | Titolo | ITA         | Album di provenienza |
| ---- | ------ | ----------- | -------------------- |
| 2008 | Oceano | 9           | Suono naturale       |

### Collaborazioni
- 2014 – Cazz boh (feat. Nasodoble)

## Videografia

### Video musicali
- 2012 – Libera
- 2013 – In equilibrio
- 2013 – Movidindi
- 2014 – Mai mai
- 2017 – Sette cose
- 2020 - Sa Coia